# Фосфолипаза A2

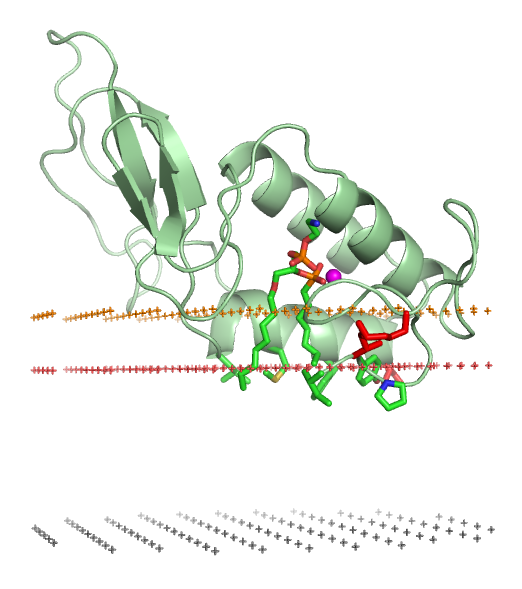
Фосфолипаза А2 пчелиного яда во внеклеточном пространстве вблизи липидного бислоя. Полярные группы фосфолипидов находятся между жёлтой и красной плоскостями. Неполярные ацильные цепи — между красной и чёрной плоскостями.

Фосфолипаза A2 (КФ 3.1.1.4, англ. phospholipase A2) — тип фосфолипазы, гидролизующей ацильную цепь фосфолипида в sn-2 положении. При действии фосфолипазы А2 на фосфолипид образуется 2-лизофосфолипид и жирная кислота. В sn-2 положении фосфолипида могут находиться различные жирные кислоты, включая арахидоновую и эйкозапентаеновую кислоты.

## Семейства
Фосфолипазы А2 включают несколько не связанных белковых семейств с общей ферментативной активностью. Два наиболее важных семейства — это секретируемые и цитозольные фосфолипазы А2.

### Секретируемые фосфолипазы А2
Экстраклеточные формы фосфолипаз А2 были выделены из различных ядов змей, пчёл и ос. Они также находятся во всех тканях млекопитающих и в бактериях. Активность этих фосфолипаз требует наличия кальция.
Панкреатическая фосфолипаза А2 относится к ферментам пищеварения и участвует в переваривании липидов пищи. Фосфолипазы яда участвуют в обездвиживании жертвы за счёт лизиса её клеток.

### Цитозольные фосфолипазы А2
Внутриклеточные фосфолипазы, также как и внеклеточные, относятся к кальций-зависимым ферментам. Структурно, однако, они сильно отличаются от секретируемых фосфолипаз. Как правило, они значительно крупнее (более 700 аминокислот) и содержат C2 домен, который направляет фермент к клеточной мембране.
Эти фосфолипазы в основном участвуют в клеточных сигнальных путях, таких как воспалительная реакция. Под действием фосфолипаз А2 в клетке может образовываться арахидоновая кислота, предшественник эйкозаноидов, таких активных сигнальных молекул как лейкотриены и простагландины.

### Фосфолипазы А2 внешней мембраны
Грам-отрицательные бактерии содержат на внешней мембране фосфолипазы А2 с широким спектром специфичности. В кишечной палочке (Escherichia coli) этот фермент участвует в выбросе токсина бактериоцина из клетки за счёт повышенной проницаемости мембраны при увеличении уровня лизофосфолипидов и жирных кислот в мембране.